# Kampfhäusl

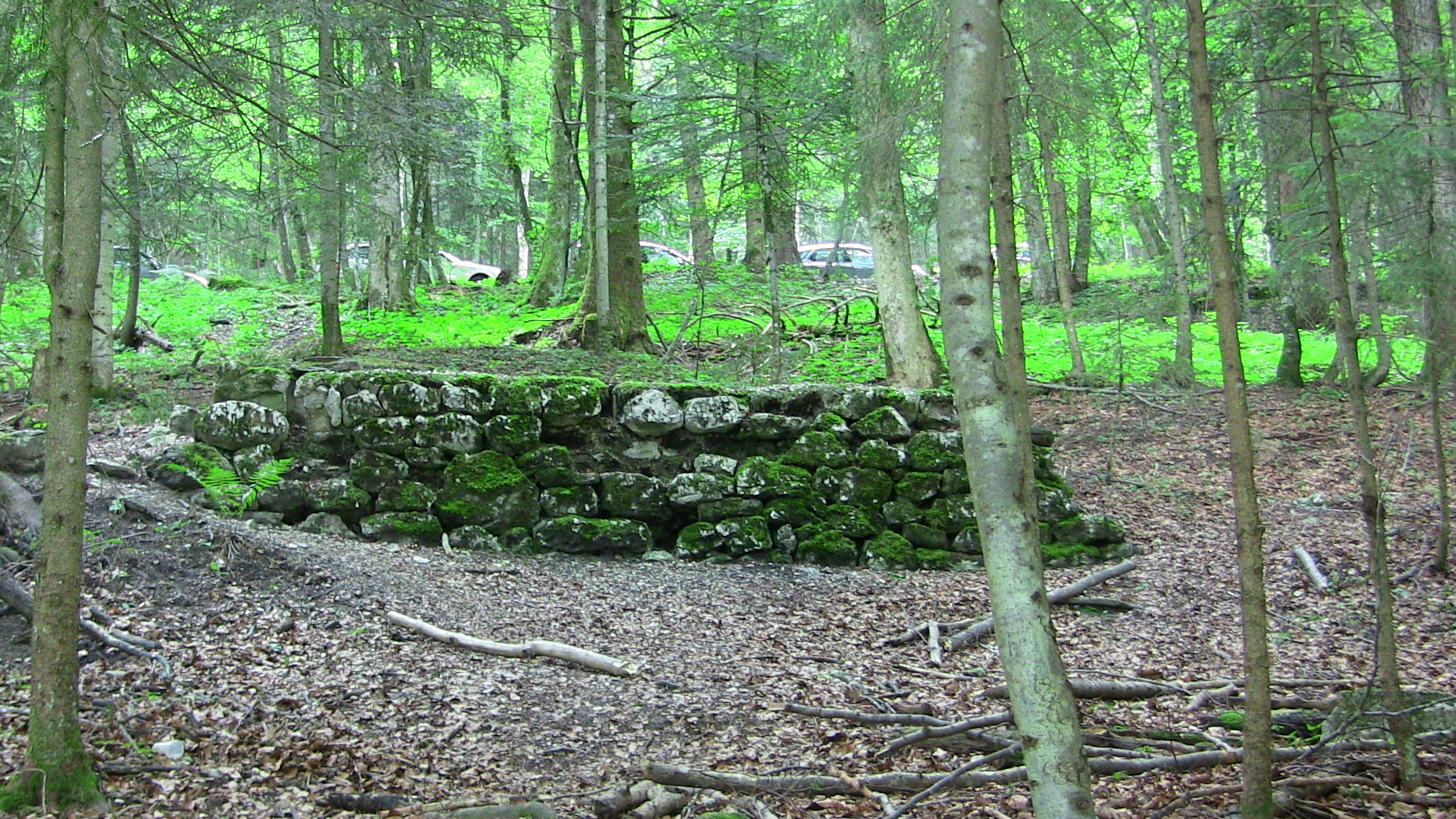
Restos da cabana em 2019.

A Kampfhäusl (alemão para "Minha Casa de Luta") era uma pequena cabana de madeira na propriedade florestal do antigo Gebirgskurhauses Obersalzberg (antigamente aPension Moritz; de 1928: Platterhof) em Obersalzberg. A cabana foi o local onde Adolf Hitler escreveu o segundo volume de Mein Kampf ("Minha Luta").

## História
Dietrich Eckart visitou Obersalzberg pela primeira vez em maio de 1923. O julgamento de Hitler resultou em uma sentença mínima de cinco anos na Prisão de Landsberg, onde ele ditou o primeiro volume de Mein Kampf para seu posterior vice Rudolf Hess (de acordo com Joachim Fest, o primeiro volume só foi ditado por Hitler em Obersalzberg após sua prisão, como o segundo). Hitler foi libertado em liberdade condicional no início de dezembro de 1924. Este volume foi então publicado em uma primeira edição em 18 de julho de 1925.
No verão do mesmo ano, após sua libertação da prisão, ele foi um hóspede sob o nome de "Hugo Wolf" no Gebirgskurhaus Obersalzberg, que foi então alugado por Bruno Büchner e sua esposa. Em uma pequena cabana de madeira que ficava um pouco acima dela na propriedade florestal pertencente à casa de hóspedes, bem como no hotel Deutsches Haus, ele ditou a segunda parte de seu manuscrito de Mein Kampf para Max Amann, que foi seu Vizefeldwebel durante a Primeira Guerra Mundial. Por causa desses escritos, a Kampfhäusl recebeu seu nome dos apoiadores de Hitler.
O Alpengasthof Steiner abaixo da casa de hóspedes onde Hitler vivia servia como uma agência de correios em Obersalzberg. Thekla Rasp, a esposa do dono da pousada, lembra-se do "Dr. Wolf" da seguinte forma:

Meu marido [Steffl] não tem tempo com o correio. Ele [Hitler] já estava trabalhando em "Mein Kampf". E então ele disse: "Steffl, você deveria pegar um dos primeiros." E então ele pegou o livro, com sua própria dedicatória.
Quando Mein Kampf foi escrito, o mobiliário da cabana incluía apenas um fogão de cerâmica, uma mesa, uma cadeira e uma cama. No verão de 1928, depois que os Büchners compraram a casa de hóspedes e a renomearam como Pensão Platterhof, Hitler também escreveu "seus pensamentos sobre a política externa alemã" na cabana de madeira.
Segundo o autor alemão Ulrich Chaussy, a cabana de madeira foi desmontada depois de 1945 e, segundo o historiador Rainer Blasius, demolida em 1951. Hoje, restam apenas vestígios de sua fundação.